# Systropus henanus
Systropus henanus är en tvåvingeart som beskrevs av Yang 1998. Systropus henanus ingår i släktet Systropus och familjen svävflugor. Inga underarter finns listade i Catalogue of Life.